# Il castello di Fu Manchu
Il castello di Fu Manchu (Die Folterkammer des Dr. Fu Man Chu) è un film del 1969 diretto da Jesús Franco (come Jess Franco), con Christopher Lee nel ruolo del protagonista.
È l'ultimo dei cinque film dedicati al personaggio del diabolico dottor Fu Manchu ideato da Sax Rohmer, prodotti da Harry Alan Towers e interpretati da Christopher Lee fra il 1965 e il 1968.

## Produzione
Il film è una coproduzione tra Gran Bretagna, Spagna, Germania e Italia destinata al mercato internazionale. Ai capitali della Towers of London di Harry Alan Towers si aggiunsero quelli della Tilma Films e della Balcázar Producciones Cinematográficas, entrambe di Barcellona, della Terra Filmkunst di Berlino e della Italian International Film.
Il soggetto fu scritto dal produttore Harry Alan Towers, accreditato con lo pseudonimo di Peter Welbeck. Fu girato tra Istanbul, Londra e Barcellona. Per il castello del titolo fu utilizzato Parco Güell di Antoni Gaudí a Barcellona. Il formato utilizzato per le riprese, modificabile in sede di proiezione, suggerisce una destinazione diversa e parallela a quella cinematografica: il mercato televisivo.

## Distribuzione
Secondo i dati diffusi dall'ANICA, il film uscì in Germania Ovest il 30 maggio 1969 con il titolo Die Folterkammer des Dr. Fu Man Chu, mentre dovette attendere alcuni anni prima di essere proiettato nelle sale britanniche (1972) e spagnole (a Madrid El castillo de Fu Manchu uscì il 28 maggio 1973).

### Titoli alternativi
- The Torture Chamber of Fu Manchu (USA)
- Assignment Istanbul: titolo col quale il film fu trasmesso in televisione negli Stati Uniti nel 1972, in bianco e nero.

### Edizioni in DVD
The Castle of Fu Manchu è stato pubblicato in DVD negli Stati Uniti dalla Blue Underground e in Spagna dalla Manga Films. L'edizione americana è integrale e presenta il film nel formato in cui quasi certamente fu proiettato nelle sale (1.66:1). L'edizione spagnola, leggermente tagliata e inferiore quanto a definizione dell'immagine, presenta il film nel formato in cui fu girato (1.33:1) per essere trasmesso in televisione. Si attende ancora un'edizione italiana.

## Critica
Secondo Fantafilm, "Il film chiude in sottotono la classica saga cinematografica del dottor Fu Manchu impoverendola ai livelli di un banale fantapoliziesco, artificioso e convenzionale nell'intreccio. Christopher Lee interpreta il genio del Male con la consueta professionalità, ma il suo personaggio è ormai ben lontano dalla diabolica nobiltà del mandarino cinese scaturito dalla penna di Sax Rohmer."